# 烏山 (臺南市、高雄市)
烏山是臺灣臺南市南化區玉山里與高雄市杉林區木梓里交界處的一座山，海拔729公尺，原為2003年版台灣小百岳之一，但於2006年被西南方接連的刣牛湖山所取代。山頂為岩稜，周遭皆為林蔭遮蔽，無基石，但嵌有刻了山名與海拔的石碑。山脊與東北方的風空子山，以及西南方的刣牛湖山、竹子尖山、王爺崙山等山構成阿里山山脈南段的主稜線（內烏山），同時也是曾文溪支流後堀溪與高屏溪支流旗山溪的分水嶺，以及西拉雅國家風景區的南界，可沿烏山稜線步道連走此稜線。此山周遭是西來庵事件的重要地域之一，南側的刣牛湖為余清芳等人舉行祭旗起義大典之地，現於東北方近孟璋山山頂處立有噍吧哖抗日英雄紀念碑，以紀念此事件。